# Missie van de jezuïeten in China
De missie van de jezuïeten in China maakt deel uit van de geschiedenis van de betrekkingen tussen Europa en China. De eerste poging van de jezuïeten om China te bereiken dateert van 1552 en werd ondernomen door Franciscus Xaverius. Hij slaagde er niet in verder te komen dan vestiging op een eiland voor de kust. De missie van de jezuïeten startte feitelijk in 1583 toen Michele Ruggieri en Matteo Ricci toestemming verkregen zich op het vasteland van China te vestigen. Vanaf 1601 verbleef Ricci in Peking. Tot 1630 waren de jezuïeten de enige missieorganisatie in China.
Het historisch beeld in Europa over de missie in China gedurende de zeventiende en achttiende eeuw wordt echter sterk bepaald door die van de jezuïeten als gevolg van hun unieke missiestrategie, hun contacten met de geletterde elite van het land en hun grote hoeveelheid publicaties die gedurende die periode schrijvers en denkers in Europa hebben beïnvloed.

## Eerdere contacten met de Katholieke Kerk
Tijdens de periode van de Yuan-dynastie was Giovanni da Montecorvino de eerste prelaat van de rooms-katholieke kerk die zich in 1294 daadwerkelijk in Peking vestigde en ook Chinees leerde. In 1307 werd hij door paus Clemens V tot aartsbisschop van Peking benoemd. Gelijktijdig werden er zeven suffragaanbisschoppen benoemd. Na de val van de Yuan-dynastie in 1386 was er echter sprake van het vrijwel volledig verdwijnen van iedere vorm van christendom in China.

## Het patronagesysteem

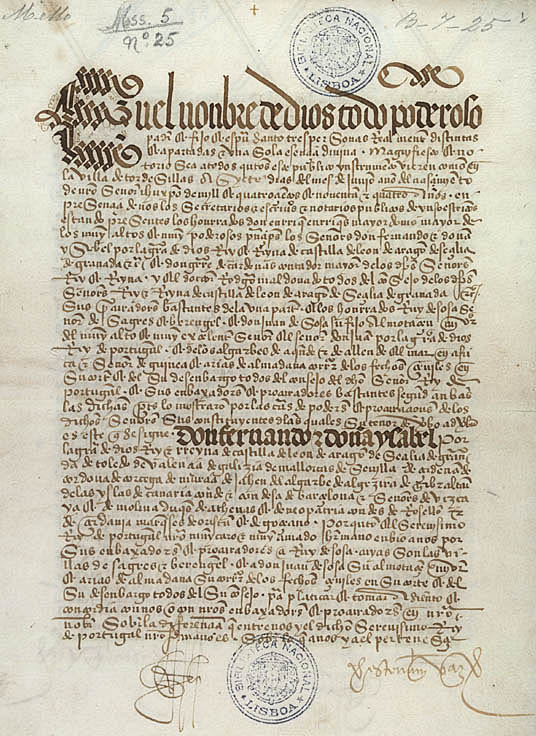
Eerste pagina van het verdrag van Tordesillas

Dit systeem heeft de structuur van de rooms-katholieke missies in China sterk beïnvloed. In het verdrag van Tordesillas van 1494 was een demarcatielijn bepaald die nieuwe en later ontdekte gebieden tussen Spanje en Portugal verdeelde Het resultaat was dat Portugal Brazilië, de gebieden in Afrika en het Verre Oosten ( India, Japan, China en de Filipijnen) verkreeg. Spanje verkreeg de rest van het Amerikaanse continent maar veroverde in 1565, contrair aan de bepalingen van het verdrag, toch de Filipijnen.
Binnen die invloedssferen hadden de beide naties het exclusieve recht van verdere veroveringen en handel, maar accepteerden ze ook de plicht tot ondernemen van missieactiviteiten. De koningen van beide landen waren verantwoordelijk voor het missiewerk, die als het recht van patronage werd benoemd. In Portugal de  Padroado, in Spanje de  Patronato real. De koningen hadden de plicht in die invloedssferen kerken en kloosters te stichten. Zij konden aan de Heilige Stoel kandidaten voor bisschoppen in die gebieden voordragen en oefenden ook de kerkelijke jurisdictie uit. In de zestiende eeuw waren Madrid en Lissabon en niet Rome de centra voor de missie.

## Structuur en ontwikkeling van de rooms-katholieke missie in het algemeen

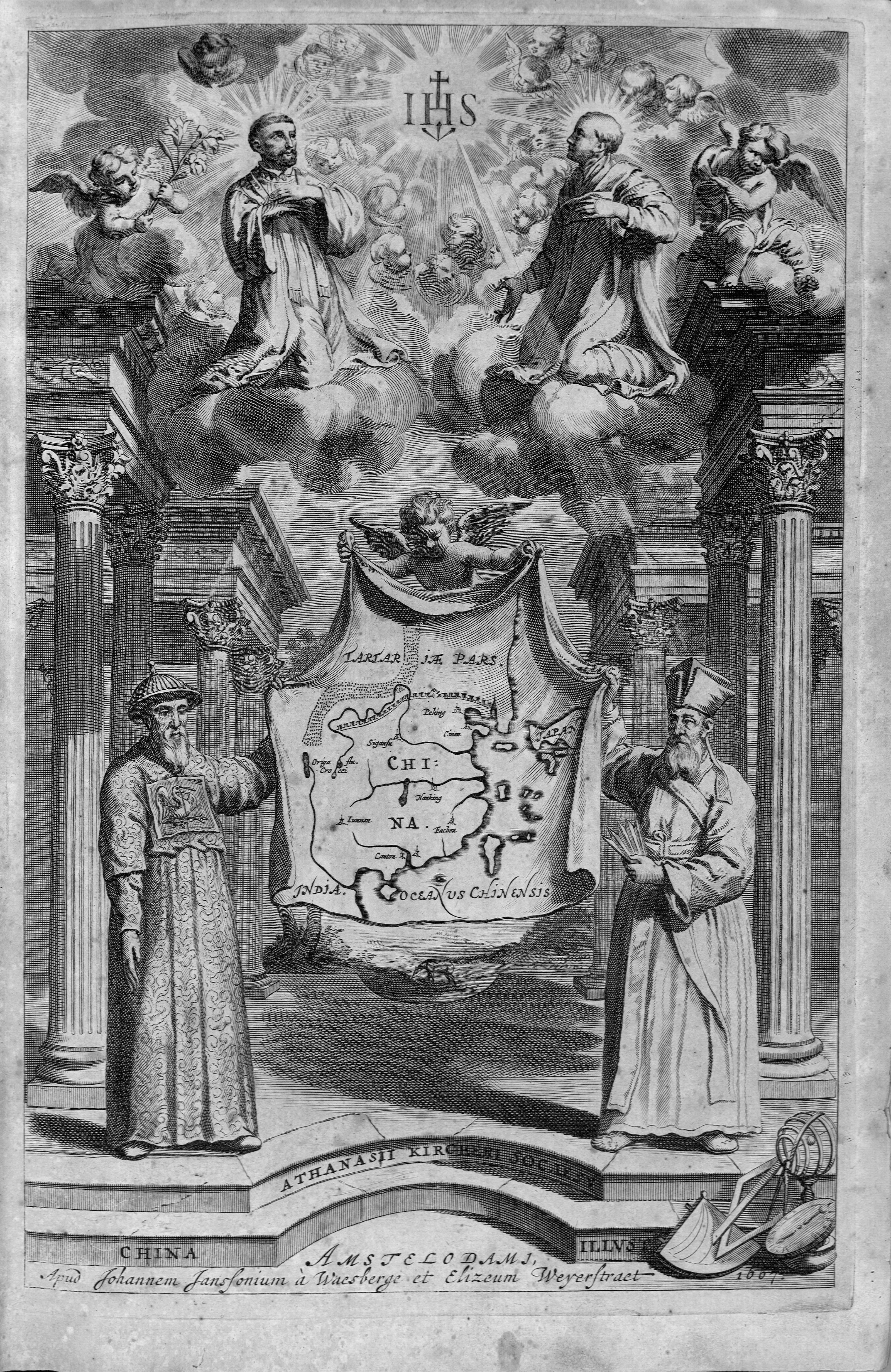
Boven: Franciscus Xaverius (links), Ignatius de Loyola (rechts) Onder:Johann Adam Schall von Bell (links),Matteo Ricci (rechts) overleggen over de evangelisatie van China. Voorblad van China Illustrata van Athanasius Kircher

In 1585 gaf Paus Gregorius XIII mer de bul Ex pastorali officio de jezuïeten het exclusieve recht voor missieactiviteiten in China en Japan onder auspiciën van de Portugese kroon. Dat betekende in principe dat alleen Portugese Jezuïeten naar China konden gaan. Jezuïeten uit andere landen met dezelfde wens moesten in Portugese dienst treden en ook altijd eerst via Portugal reizen.
Al aan het begin van de zeventiende eeuw was het duidelijk, dat Portugal niet kon voldoen aan de missieverplichtingen in China. Er was een gebrek aan Portugese priesters dat ook niet opgelost werd door jezuïeten afkomstig uit andere landen. In 1600 vaardigde Paus Clemens VIII de apostolische constitutie Onorosa pastoralis officii uit. Hierin ontvingen franciscanen, dominicanen, kapucijnen, augustijnen en karmelieten toestemming tot missieactiviteiten in China ongeacht de nationaliteit van de missionaris, maar nog wel onder uitdrukkelijk auspiciën van de Portugese kroon.
In 1633 vaardigde Paus Urbanus VIII de apostolische constitutie Ex debito pastoralis officii. Hierin gaf gaf hij ook andere naties dan de Portugese en andere ordes toestemming tot het bedrijven van missie in China. Het primaat van de Portugese kroon was hiermee beëindigd. In 1673 vaardigde Paus Clemens X de bul Injunctio nobis uit waarin het ook voor seculiere geestelijken mogelijk werd naar China te gaan. Vanaf ca. 1680 ging de Propagande Fide dit soort geestelijken en geestelijken van andere ordes, zoals de Missions étrangères de Paris uitzenden. Vanaf 1687 was er sprake van een relatief grote instroom van Franse jezuïeten.
Deze ontwikkelingen leidden tot een aanzienlijke variëteit in vertegenwoordigde naties in de Chinese missies. Vaak leidde dat ook tot verschillende loyaliteiten onder de missionarissen. Het leidde vooral tot verschillen in strategie ten aanzien van de missie. De rivaliteit leidde ook tot verschillende houdingen en opvattingen ten aanzien van Chinese riten en uiteindelijk tot de ritenstrijd.

## Missiestrategie van de jezuïeten

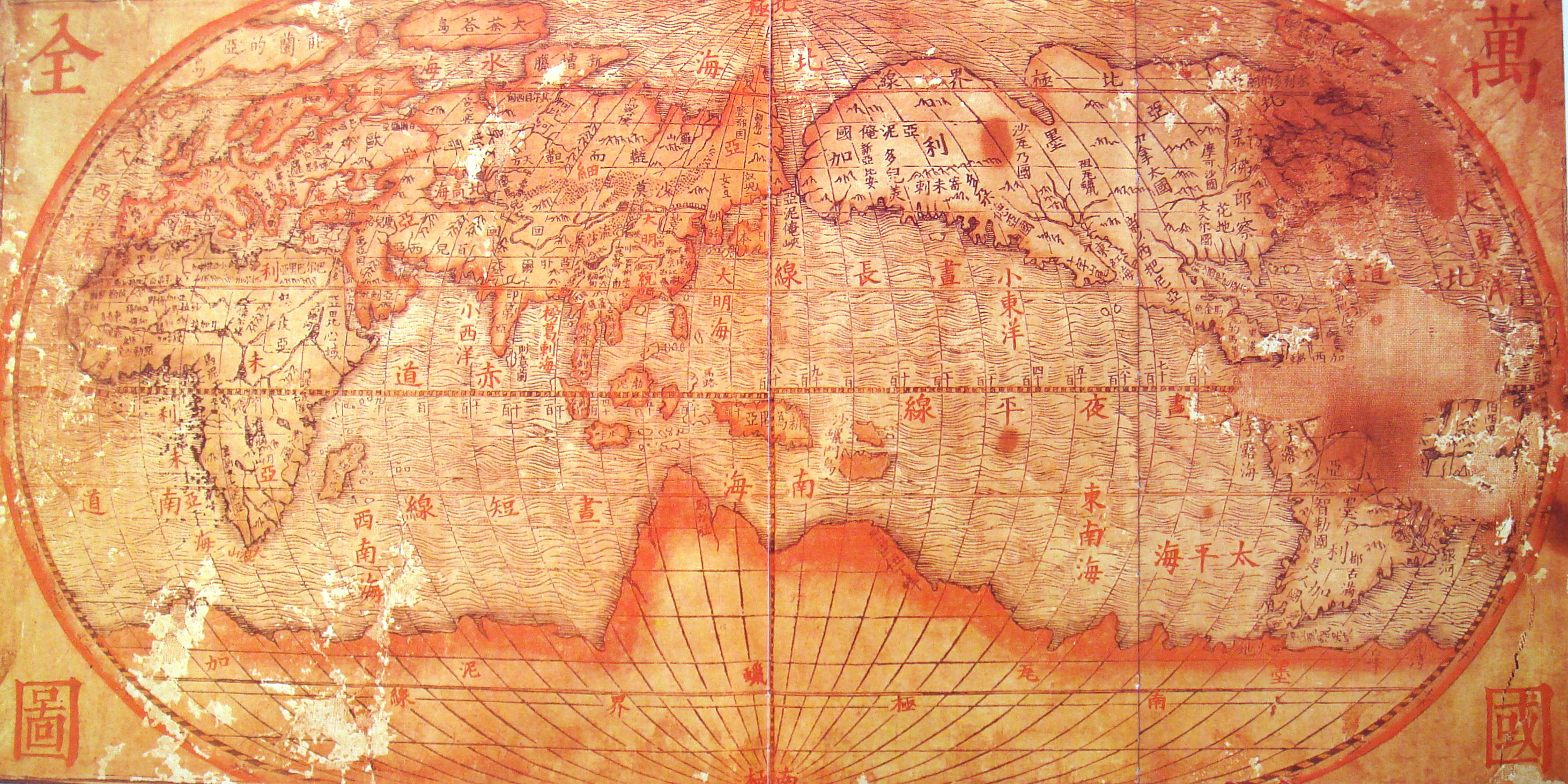
Door de missie gemaakte wereldkaart voor het Chinese hof

De missie van de jezuïeten startte in 1583 toen Michele Ruggieri en Matteo Ricci toestemming verkregen zich op het vasteland van China te vestigen. Vanaf 1601 verbleef Ricci in Peking.
De door Matteo Ricci uitgewerkte strategie was sterk beïnvloed door Alessandro Valignano (1539-1606) de grondlegger van het beleid van de orde inzake het accommoderen van opvattingen, rituelen en gebruiken in missiegebieden in de uitoefening van het christendom daar. Valignano had dat beleid met succes geïmplementeerd in Japan. De op basis van de opvattingen van Valignano door Rucci uitgewerkte strategie had vier pijlers:
- Een beleid gericht op aanpassing aan de Chinese cultuur. In tegenstelling tot andere missies leerden de jezuïeten de Chinese taal en adopteerden de leefstijl van de personen die deel hadden genomen aan het Chinees examenstelsel en de daarbij behorende etiquette.
- Er was sprake van een strategie voor bekering die aan de top van de samenleving begon. De jezuïeten richtten zich op de geletterde elite. De gedachte daarachter was dat als deze bekeerd was, de gehele bevolking dit voorbeeld zou volgen.
- Er was sprake van een meer indirecte poging tot verbreiding van het geloof door het gebruik van Europese technologie en wetenschap om de aandacht te krijgen van intellectuele Chinezen. De belangrijkste terreinen waren astronomie, mathematica en cartografie. De jezuïeten boden uurwerken aan de keizer en de elite aan en introduceerden een schilderwijze die de Chinezen verbaasde door het gebruik van perspectief. Zij vertaalden wiskundige werken van onder meer Euclides en werkten aan het Astronomisch Bureau in Peking, waar zij publiceerden over de kalenderrekening.
- Een tolerantie ten opzichte van bepaalde Chinese opvattingen en waarden. Het belangrijkste deel van die tolerantie lag in in hun opvatting, dat de verering van Confucius en voorouderverering een Chinese cultureel gebruik, een rite, was dat niet strijdig was met het christendom.

## Financiën

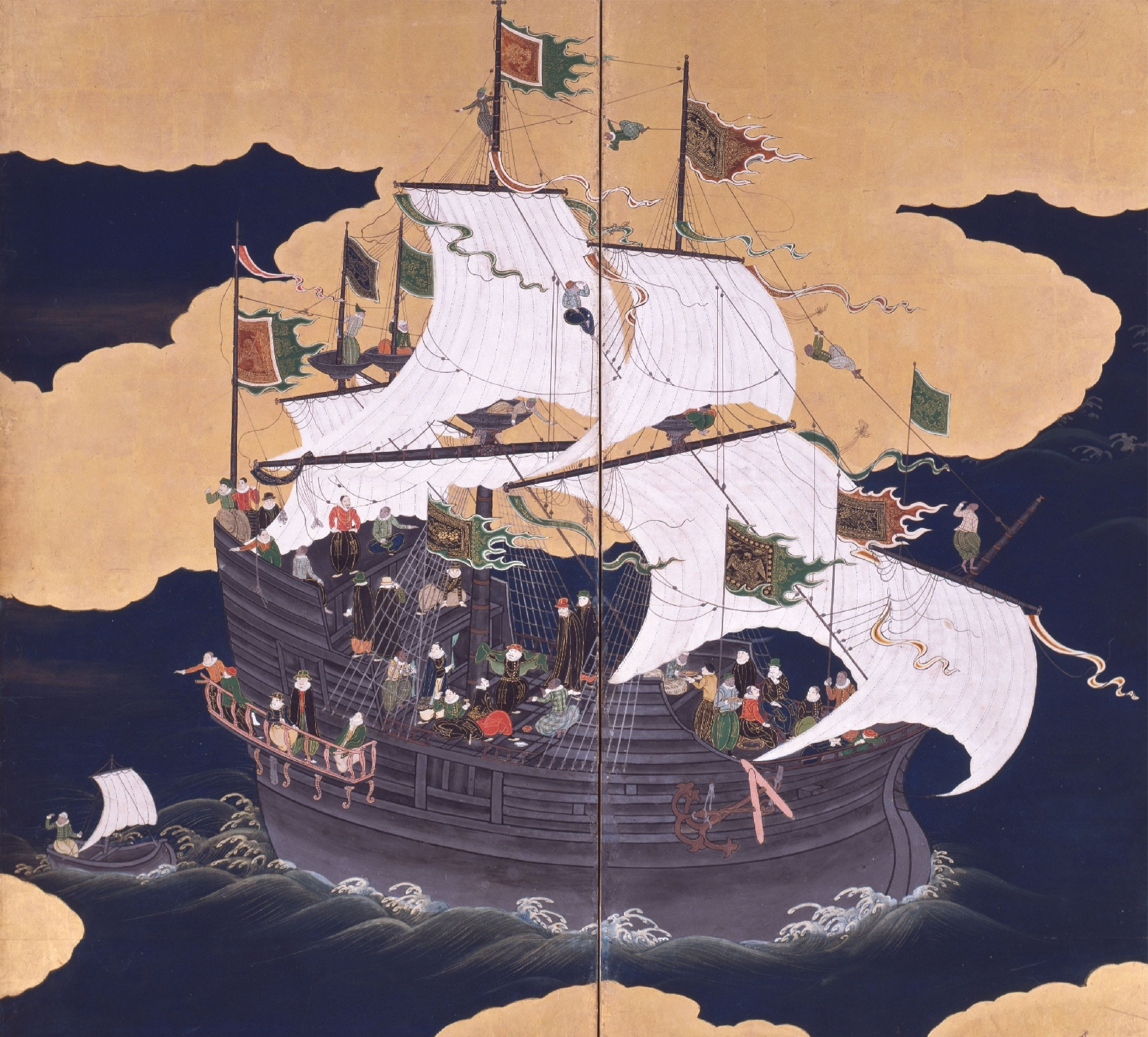
Aankomst van een Portugese kraak vanuit China in Japan

De jezuïeten verdeelden hun missiegebieden in geografische eenheden die provincies werden genoemd. Het missiegebied China maakte aanvankelijk deel uit van de provincie Japan. De missie van de jezuïeten in Japan werd tot begin zeventiende eeuw ook als aanzienlijk belangrijker gezien. Het was in die periode de meest prestigieuze onderneming van de orde. In 1618 werd besloten tot een administratieve scheiding van de twee missiegebieden en werd ondanks hevige oppositie van de jezuïeten in Japan een aparte viceprovincie China gecreëerd. De viceprovincie had – verschillend van volwaardige provincies – geen eigen seminaries en colleges in het land, geen permanent aanwezige opleidingen voor novicen. Het was begin zeventiende eeuw slechts een verzameling missieposten. De enige feitelijke onafhankelijkheid van de provincie Japan was het aanwezig zijn van een viceprovinciaal die zijn eigen beslissingen kon nemen ten aanzien van inzet van mensen en middelen in het land.
De missie in China steunde voor een deel in financiële zin op de Portugese kroon, die jaarlijks een bedrag overmaakte via de provinciaal in Japan. Die werd verondersteld dit aan te vullen met een bedrag uit middelen vanuit Japan zelf. Een andere bron van inkomsten voor de jezuïeten in China was de zijdehandel met Japan. Die was lucratief, maar geen stabiele inkomstenbron. De rivaliteit met de missie in Japan gaf belemmeringen in het verkrijgen van concessies om havens te kunnen aandoen. Ongeveer een derde van de schepen bereikte door piraterij en schipbreuk nooit hun bestemming. Er werd tevens belegd in onroerend goed. Er is geen enkel bewijs dat er door jezuïeten ooit geld is geleend aan Chinezen. (gebruikelijke rentepercentages van omstreeks 35% per jaar)
De viceprovincie China was dan ook niet rijk. Het had vrijwel voortdurend schulden aan de provincie Japan. Het arriveren van geld uit Europa was vaak onzeker. De missionarissen ontvingen een jaarlijkse bijdrage die meestal nog niet de helft van hun noodzakelijke uitgaven dekte. Met uitzondering van de situatie in grote steden als Nanking en Peking leefden veel missionarissen in andere residenties in armoede. Hun inkomsten werden soms aangevuld door giften van Chinese christenen. De uitzondering hierop waren de Franse jezuïeten die sinds 1687 in China aanwezig waren en aanzienlijke bijdragen ontvingen van de Franse koning en die op grote schaal in onroerend goed konden beleggen en dat verhuren.

## Spanningen en belangrijkste gebeurtenissen

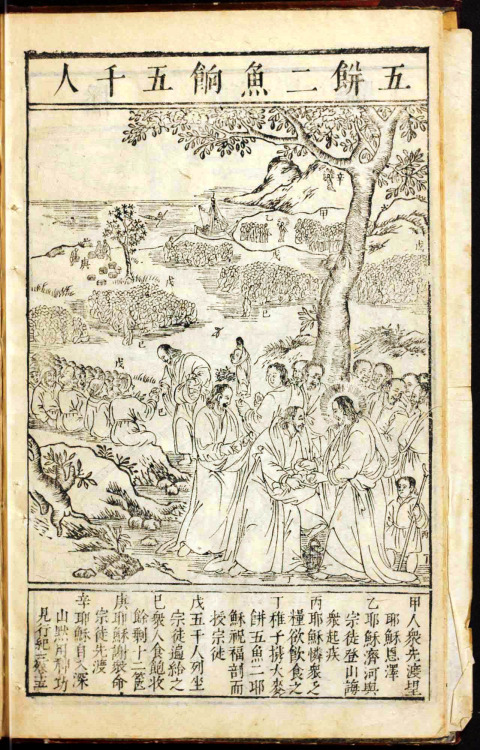
Voorpagina van Tianzhu jiangsheng chuxiang jingjie (Het geïllustreerde leven van Jezus Christus) uit 1635 van Giulio Aleni. Een van de vele Chinese vertalingen die door de jezuieten werden gemaakt

De oppositie tegen het christendom in China bij met name de meeste literaten was gebaseerd op noties ontleend aan de Confucianistische Klassieken. Ieder geloof en beweging die afweek van deze ideologie kon als heterodox beschouwd worden en als een bedreiging voor de bestaande morele, culturele en politieke orde worden gezien. Godsdiensten als boeddhisme en taoïsme dienden de confucianistische moraal en politieke orthodoxie te onderschrijven. De jezuïeten trachtten dan ook altijd aan te tonen dat het christendom aan de kant van de orthodoxie stond en het boeddhisme en taoïsme aan de kant van de heterodoxie.
De tegenstand tegen het christendom in China was vooral aanwezig op momenten dat het gezien werd als een bedreiging van de bestaande orde. De missionarissen claimden voor hun religie een afwijkende positie dan die van het boeddhisme en taoïsme en predikten ook dat de morele waarden van het christendom op zijn minst gelijkwaardig waren aan die van het confucianisme. Dat kon geïnterpreteerd worden als een bedreiging van de gewenste ordening.
In de periode tot aan ongeveer 1635 was de belangstelling van literaten voor de opvattingen en de wetenschappelijke inzichten van de jezuïeten het grootst. Voor zover er bekeringen onder de elite voorkwamen waren die in deze periode het grootst in aantal. Na 1635 werd het land getroffen door een reeks van misoogsten met hongersnood en epidemieën als gevolg. Rebellie en muiterij waren het gevolg. Groeperingen die geassocieerd werden met de Witte Lotus veroorzaken chaos. Als gevolg daarvan vermindert de motivatie bij de literaten kennis te nemen van een overtuiging die ook als heterodox kan worden geïnterpreteerd.
De overgang van de Ming-dynastie naar de Qing-dynastie van de Mantsjoes had tot gevolg dat jezuïeten in beide kampen terechtkwamen. Na de inname van Peking in 1644 bleven Ming-loyalisten zich nog enkele decennia in het zuiden van China verzetten en bleven daar keizers uitroepen. In dit deel van het land werkzame jezuïeten verbonden zich met het lot van deze loyalisten. Daaronder waren enkele christenen. Jezuïeten reisden op hun verzoek naar Macau om de Portugezen om hulp en ondersteuning te vragen.
De christelijke aanwezigheid was het sterkst aan het hof van Yongli, de vierde keizer van de Zuidelijke Ming en een kleinzoon van Wanli. De Poolse jezuïet Michel Boym reisde met twee brieven van zijn christelijke moeder en een christelijke eunuch naar Rome. De brieven verzochten de paus te bidden voor hun zielen en het herstel van de macht van de Ming-dynastie alsmede meer katholieke priesters te zenden. Boym keerde in 1659 terug met een vriendelijk maar inhoudelijk nietszeggend van Paus Alexander VII. Tegen die tijd waren de beide briefschrijvers overleden en het laatste verzet werd in 1662 door Wu Sangui gebroken die Yongli liet executeren.
De groep jezuïeten in Peking wist deze periode toch redelijk ongestoord door te komen door hun belangrijk geachte werkzaamheden aan het Astronomisch Bureau.

### De kalenderkwestie

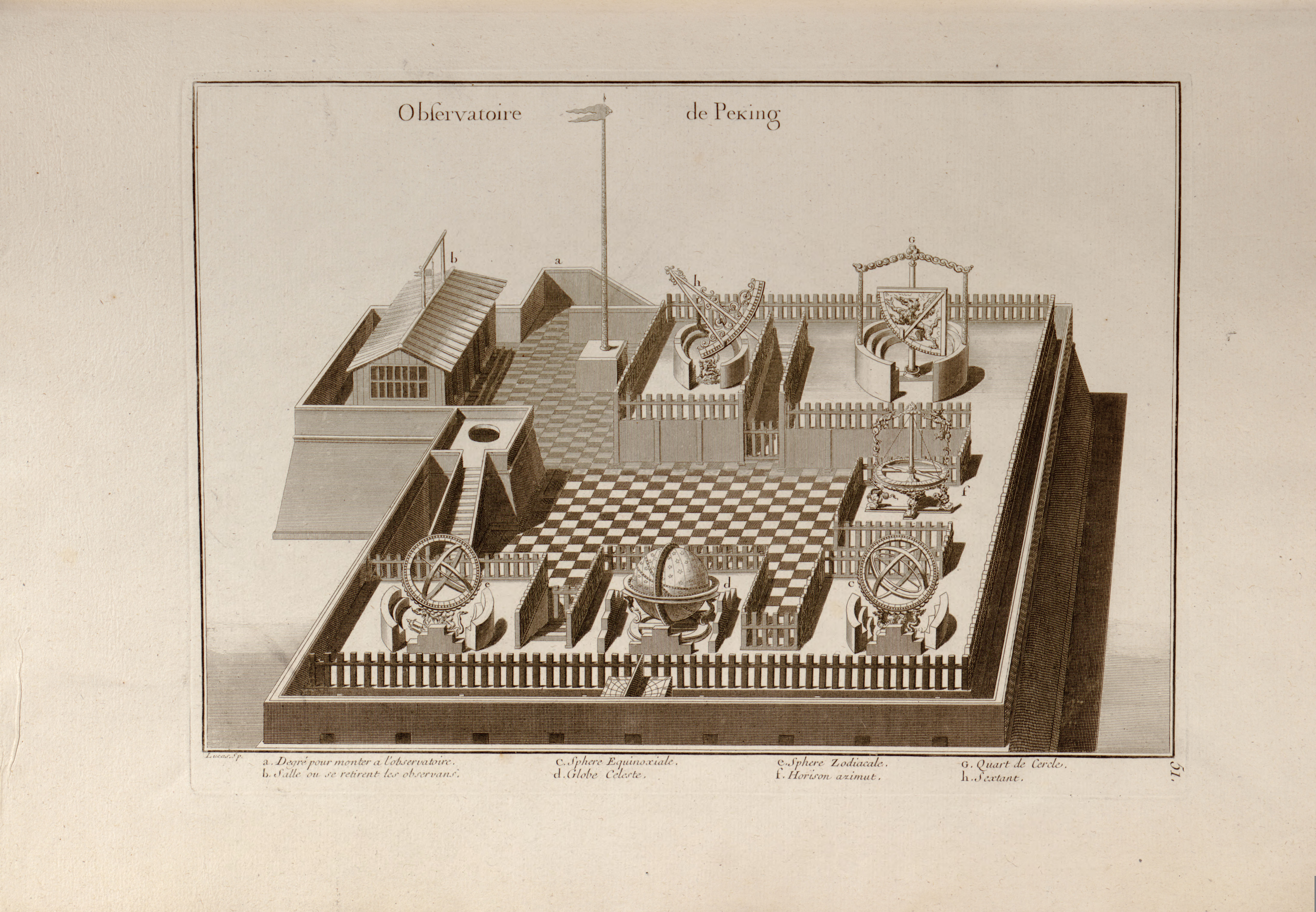
Het observatorium van het Astronomisch Bureau in Peking

In 1645 werd Johann Adam Schall von Bell door de regent Dorgon benoemd tot hoofd van het Astronomisch Bureau. Hij werd ook de eerste jezuïet die direct contact had met een Chinese keizer, Shunzhi. In 1657 slaagde von Schall er in de moslimafdeling van het Bureau op te heffen en alle daar werkzame islamieten te ontslaan. In 1664 publiceerden de jezuïeten onder leiding van von Schall een document waarin het christendom niet alleen als gelijkwaardig aan het confucianisme werd beschreven maar ook als een vervolmaking daarvan. Het stelde onder meer dat ook alle Chinezen de nakomelingen waren van Adam en Eva en uiteindelijk uit Judea afkomstig waren.
Na de dood van Shunzhi in 1661 waren de jezuïeten aan het Bureau echter kwetsbaar voor aanvallen geworden. In hetzelfde jaar werd door een factie binnen het Bureau een beschuldiging tegen Schall ingebracht dat hij opzettelijk een ongunstige datum en plaats zou hebben gekozen voor de begrafenis van prins Rong, een zoon van de favoriete concubine van Shunzhi. Dat zou ook de oorzaak geweest zijn voor het overlijden van Shunzhi. Na een onderzoek van zeven maanden werden Schall en zeven anderen van het Bureau, waaronder vier Chinese christenen veroordeeld tot de doodstraf. Uiteindelijk kreeg Schall gratie, de anderen werden geëxecuteerd. In mei 1665 kon Schall de gevangenis verlaten. Hij overleed een jaar later mede als gevolg van de omstandigheden van die gevangenschap. Een groot deel van de jezuïeten werd naar Kanton verbannen. Kerken in de provincies werden gesloten en de verdere verbreiding van het christendom verboden.
Deze gebeurtenis is in de geschiedschrijving lang toegeschreven aan factoren als xenofobie en een fundamenteel antichristelijke houding van de factie die de beschuldiging inbracht. Meer recent onderzoek gaat ervan uit, dat ook deze factie niet zo zeer gekant was tegen de toepassing van buitenlandse elementen voor het herzien van de kalenderrekening, maar in de eerste plaats tegen de claim van de jezuïeten dat de Chinese methode in zijn geheel moest wijken voor hun methode.

### De periode van stilzwijgend gedogen ( 1671-1692)
In 1671 mochten de missionarissen uit Kanton weer naar hun diocees terugkeren. Dit was onder de voorwaarden dat er geen nieuwe bekeringen zouden worden gemaakt en geen nieuwe kerken zouden worden gebouwd. De missionarissen waren echter vrij in de uitoefening van het christendom en in de zorg voor hun bestaande gemeenschappen. Die voorwaarden werden ook niet strikt gehandhaafd. Ferdinand Verbiest die Schall was opgevolgd bij het Astronomisch Bureau pleitte herhaaldelijk voor het formeel opheffen van de beperkingen. De enige concessie die hij in 1687 verkreeg was een verbod om het christendom te vergelijken met bewegingen als de Witte Lotus.

### Het edict van tolerantie

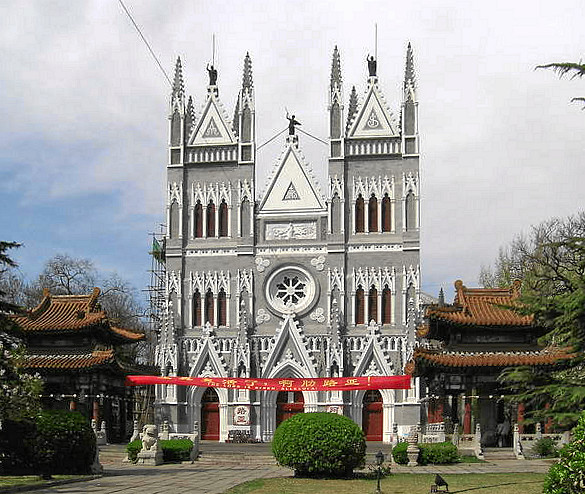
De in 1703 door de missie gestichte Christus de Verlosserkerk in Peking

In maart 1692 vaardigde de keizer Kangxi een edict van tolerantie uit. Het was een gebaar van dank voor de hulp van de jezuïeten bij het produceren van kanonnen en tijdens de onderhandelingen die leidden tot het Verdrag van Nertsjinsk met Rusland. De jezuïeten beschouwden het edict als een grote stap voorwaarts en presenteerden het ook als zodanig in Europa. Het werd vergeleken met het Edict van Nantes van 1598. Het edict werd geïnterpreteerd op een wijze die de missionarissen de mogelijkheid zou geven om onbeperkt in China te evangeliseren. Die opvatting heeft lang stand gehouden omdat daarna een periode van rust aanbrak en het aantal bekeringen ook relatief sterk toenam.
In meer recente historiografische opvattingen wordt het belang van het edict sterk gerelativeerd. De tekst van het edict zegt vrijwel niets over het christelijk geloof. Het meldt alleen dat dat het duidelijk is, dat het christendom niet aanzet tot opruiing en daarom niet verboden hoeft te worden. De tekst plaatst christelijke missionarissen op exact hetzelfde niveau als boeddhistische monniken en niet- Chinese lamas, die het ook geoorloofd is tempels te hebben en rituelen uit te voeren. Het christendom werd getolereerd als een particuliere opvattingen en cultus en zolang christenen zich niet verzetten tegen de staat en geen chaos veroorzaakten konden ze hun rituelen in hun eigen kerken en huizen uitvoeren. Het edict bevestigde dus vooral de toen bestaande situatie

### De ritenstrijd
De belangrijkste pijler van de missiestrategie van de jezuïeten was het accommoderen van een aantal Chinese riten in de uitoefening van het christelijk geloof in China. Het belangrijkste van die punten was het toestaan van de verering van Confucius en voorouderverering meer in het algemeen. Andere ordes, zoals franciscanen en dominicanen die pas na 1630 in China waren gearriveerd bestreden die opvatting. Gedurende de zeventiende eeuw hadden achtereenvolgende pausen geen of onderling tegenstrijdige besluiten over de kwestie genomen.

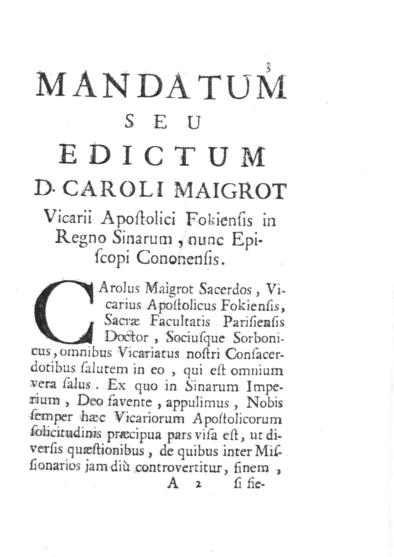
Voorpagina van het document Mandatum seu Edictum

In 1693 vaardigde de apostolisch vicaris van Fujian, Charles Maigrot, in het document  Mandatum seu Edictum  een verbod af ten aanzien van de tolerantie van de riten.
Als reactie hierop ontstond onder met name Franse jezuïeten in China de beweging van het figurisme. Het was een methode van interpretatie van de Dertien Klassieken, een verzameling Chinese geschriften die gezamenlijk de canon
van het Confucianisme vormen. De figuristen geloofden dat men in deze teksten “tekenen “ (figurae) kon vinden die refereerden aan een eerdere christelijke openbaring in China.
Het conflict werd heviger en een meer definitieve beslissing van de Heilige Stoel werd onontkoombaar. In 1704 vaardigde Paus Clemens XI het decreet Cum Deus optimus uit. De essentie was een veroordeling van het beleid van de jezuïeten en een verbod op de praktijk van het accommoderen. Al voor de publicatie van het decreet had de paus Charles-Thomas Maillard De Tournon tot pauselijk legaat benoemd voor de missie in het Verre Oosten met de opdracht een oplossing te zoeken voor de strijd.
Op de heenreis verbleef hij acht maanden in Pondicherry en kondigde bij aankomst aan ook hier een beslissing te willen nemen in de ritenstrijd in Malabar, een conflict dat daar tussen jezuïeten en capucijnen speelde. Drie dagen voor zijn vertrek naar China vaardigde hij het decreet Inter graviores uit, dat een volledige veroordeling was van de missiestrategie van de jezuïeten, zoals ontwikkeld door Roberto de Nobili. In China lieten De Tournon en de ook naar Peking geroepen Maigrot in gesprekken met Kangxi een openlijke afkeer blijken van een aantal Chinese gebruiken en rites.
In december 1706 gaf Kangxi het bevel dat voor missionarissen voortaan een certificaat, een piao, vereist was om in China te kunnen blijven. Deze piao  zou alleen verstrekt worden aan missionarissen die bereid waren te verklaren dat zij zouden werken volgens de regels van Matteo Ricci. De Tournon reageerde vanuit Nanking in februari 1708 met de Regula van Nanking. Daarin werd de inhoud van Cum Deus optimus nog eens beklemtoond. De Tournon werd hierop verbannen naar Macau en daar overgedragen aan de Portugese autoriteiten, die echter zijn autoriteit als pauselijk legaat niet erkenden. De Tournon werd onder huisarrest geplaatst en overleed in Macau in 1710.
In 1706 waren er ongeveer 140 missionarissen in China aanwezig, waarvan de helft jezuïeten. Het grootste deel van hen vroeg en verkreeg de piao. Ongeveer 70 missionarissen, voor het grootste deel franciscanen en dominicanen, verlieten het land. Enkelen van hen wisten zich min of meer illegaal in sommige provincies te handhaven. Na deze gebeurtenissen namen op lokale niveaus de spanningen toe. In een aantal provincies vroegen autoriteiten om een verbod op het christendom. In 1711 herbevestigde Kangxi echter dat de bepalingen van het edict van tolerantie nog steeds geldig waren voor die missionarissen die een piao  hadden ontvangen.

### Het verbod van 1724

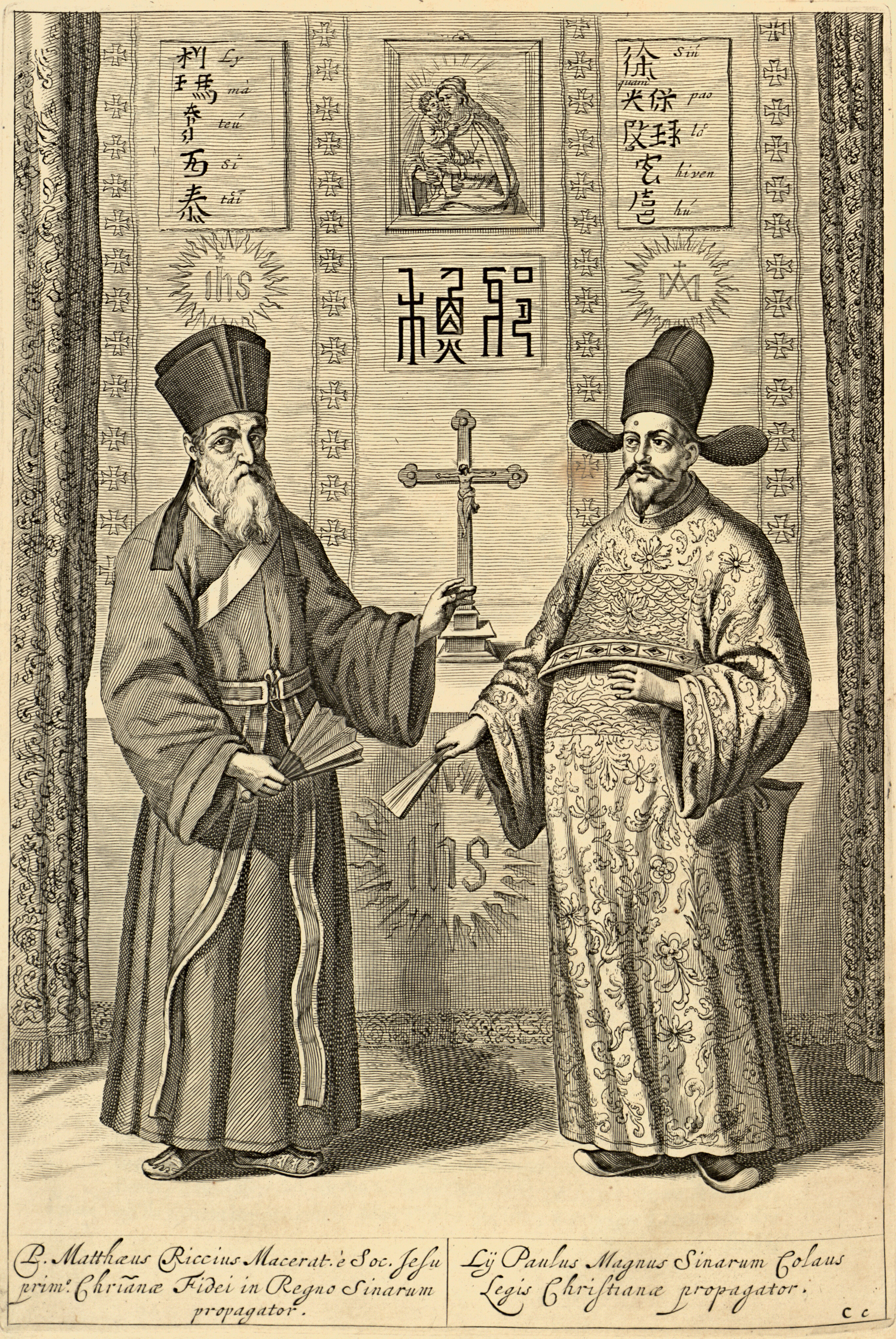
Matteo Ricci met Xu Guangqi, een van de weinige Chinese bekeerden uit de elite, in de Chinese vertaling van Elementen van Euclides

In 1724 vaardigde de opvolger van Kangxi, Yongzheng, een verbod uit op de uitoefening van het christendom. Er wordt door historici meestal een combinatie van redenen gegeven waardoor Yongzheng mogelijk tot dit verbod kwam. Eerder dat jaar had de keizer al een verbod op ketterij  meer in het algemeen uitgevaardigd. Een tweede genoemde reden is de grote irritatie die Carlo Ambrogio Mezzabarba, een tweede pauselijk legaat, zou hebben veroorzaakt tijdens zijn bezoek in 1722 aan Peking. Mezzaraba had bij de keizer gepleit voor opheffing van het systeem van de piao. Een derde reden zou de aanwezigheid van christenen geweest zijn in een aan de keizer verwante familie, een van de zeer schaarse bekeringen uit de elite van de Mantsjoes. Het belangrijkste christelijke lid van deze familie had gefaald in het tot een goed einde brengen van een door de keizer aan hem gegeven opdracht.
Alle missionarissen, behalve degenen die aan het hof werkten, werden verbannen naar Kanton en Macau. Kerken werden gesloten en kregen een functie als tempels, opslagplaatsen en scholen. Afgezien van enkele lokale acties op provinciaal niveau volgden er echter geen grote vervolgingen van Chinese christenen of zoektochten naar missionarissen die zich illegaal in de provincies trachtten te handhaven. Nieuwe missionarissen slaagden er ook steeds in het land weer in te komen.
De enige vervolging van enige omvang vond plaats in 1784-1785. Het begon met de arrestatie van franciscanen die verdacht werden van het steunen van een islamitische opstand in Gansu. Dit leidde wel tot een zoektocht naar missionarissen in de provincies. Die gevonden missionarissen werden verbannen naar Ili in het uiterste westen van het land of naar Peking gedeporteerd, waar ze tot een levenslange gevangenschap werden veroordeeld. Tien van de missionarissen overleden kort na aanvang van die gevangenschap. Nadat het duidelijk was dat er geen relatie had bestaan met de islamitische opstand werden de nog resterende 14 missionarissen uit de gevangenschap ontslagen en konden naar Macau vertrekken.
Deze gebeurtenis was een tegenvaller voor de ondergrondse missieactiviteiten, maar werd gevolgd door een langere periode van rust. De oorzaak was dat lokale autoriteiten hierna nauwelijks meer christelijke activiteiten in hun gebied rapporteerden, omdat een aantal van hen in 1785 gestraft was voor het tolereren van die activiteiten. Tot 1811 was er nog sprake van een rooms-katholieke aanwezigheid in Peking. Hier nog aanwezige jezuïeten waren in toenemende mate lekenbroeders met een functie als expert aan het hof zoals de schilder Giuseppe Castiglione.

## Bekeringen

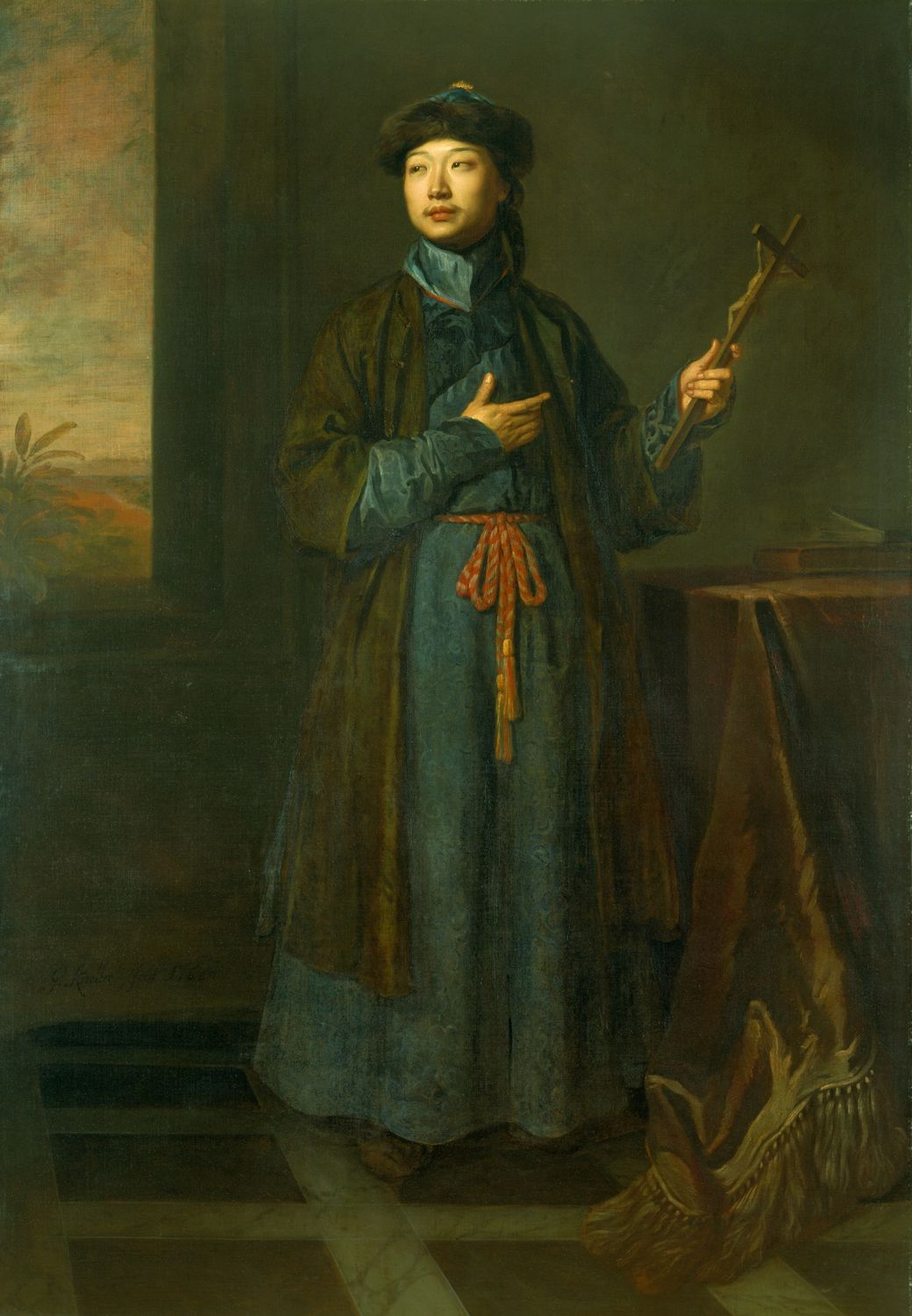
Michael Alphonsius Shen Fu-Tsung was een van de Chinese bekeerden die Europa bezocht. The Chinese Convert 1687. Godfrey Kneller

In 1610, het jaar van overlijden van Matteo Ricci, waren er omstreeks 2500 Chinese christenen. Kort na dat overlijden was er ook de eerste kritiek op de effectiviteit van de missiestrategie te horen. Er was in de eerste decennia van de zeventiende eeuw een grote interesse bij een relatief groot deel van de Chinese elite in nieuwe inzichten op het terrein van astronomie, mathematica en cartografie. Uit de aantekeningen van Ricci blijkt dat hij in Peking vrijwel dagelijks drie maal dineerde met leden van die elite, die hem wensten te ontmoeten. De essentie van de kritiek was, dat de missionarissen wel erg veel tijd besteedden aan het voldoen aan de intellectuele nieuwsgierigheid van de geletterde elite, maar dat dit nauwelijks tot bekeringen leidde.
André Palmeiro was de eerste externe visitare , inspecteur, van de orde die – in 1628 en 1629 – een inspectiereis langs de missieposten in China maakte. Hij raamde het aantal christenen op zesduizend. In zijn rapport aan de generaal-overste van de orde benoemde hij dat als een zeer teleurstellend en veel te mager resultaat van toen al ruim veertig jaar missiearbeid. Hij maande de missionarissen in China tot een meer agressieve aanpak. Op het hoogtepunt van de missie omstreeks 1700 waren er omstreeks 230.000 Chinese rooms-katholieken. Dat betekent dat na ruim een eeuw missiearbeid in China het christendom in China met minder dan 0,1% van de totale bevolking in omvang nog steeds een marginaal verschijnsel was. Ook pogingen van missionarissen om de belangrijkste joodse gemeenschap in China te bekeren hadden geen resultaat.
De strategie van de jezuïeten zich te richten op de elite had tot gevolg dat zij daarmee wel veel contacten hadden, maar zij wisten er maar heel weinig te bekeren. Gedurende de periode van omstreeks 1630 tot 1722 was er sprake van een totaal van 68 bekeerden die een of meer onderdelen van het Chinees examenstelsel hadden behaald. Daarvan waren er 30 die de laagste graad hadden, 21 die een middenpositie hadden en 17 die tot de hoogste graad behoorden. Een grote meerderheid van de meeste Chinese bekeerden waren ook bij de jezuïeten ongeletterde en zeker niet rijke mensen. De meerderheid van de Chinese christenen werd in de verslagen beschreven als  pauperes ( mensen met weinig of geen bezit).
De schatting voor 1740 komt uit op 200.000 gelovigen en was aan het begin van de negentiende eeuw omstreeks hetzelfde aantal. De kerk werd in de periode 1740-1840 vooral overeind gehouden door inmiddels opgeleide Chinese priesters.

## Invloeden in Europa

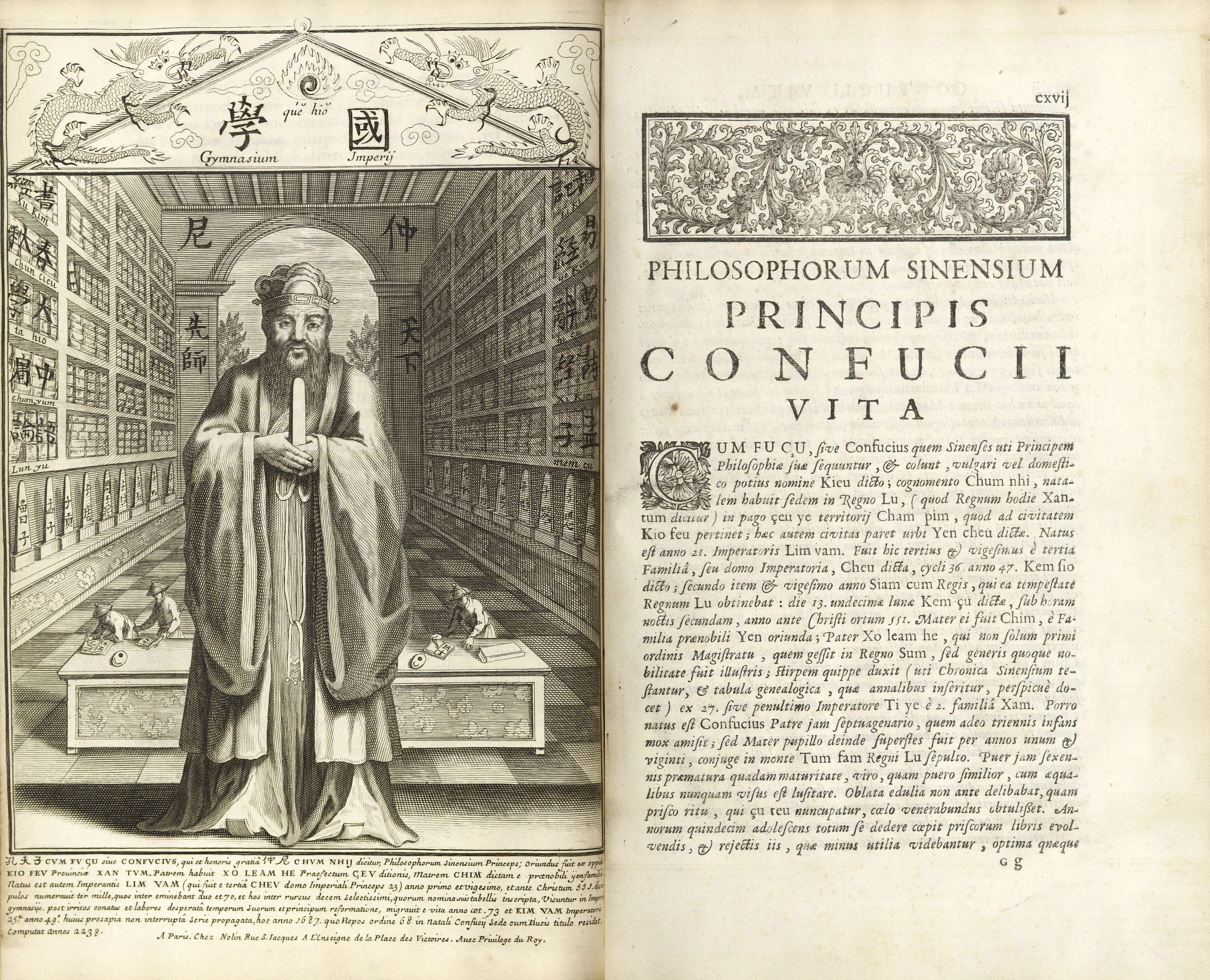
De Confucius Sinarum Philosopfus

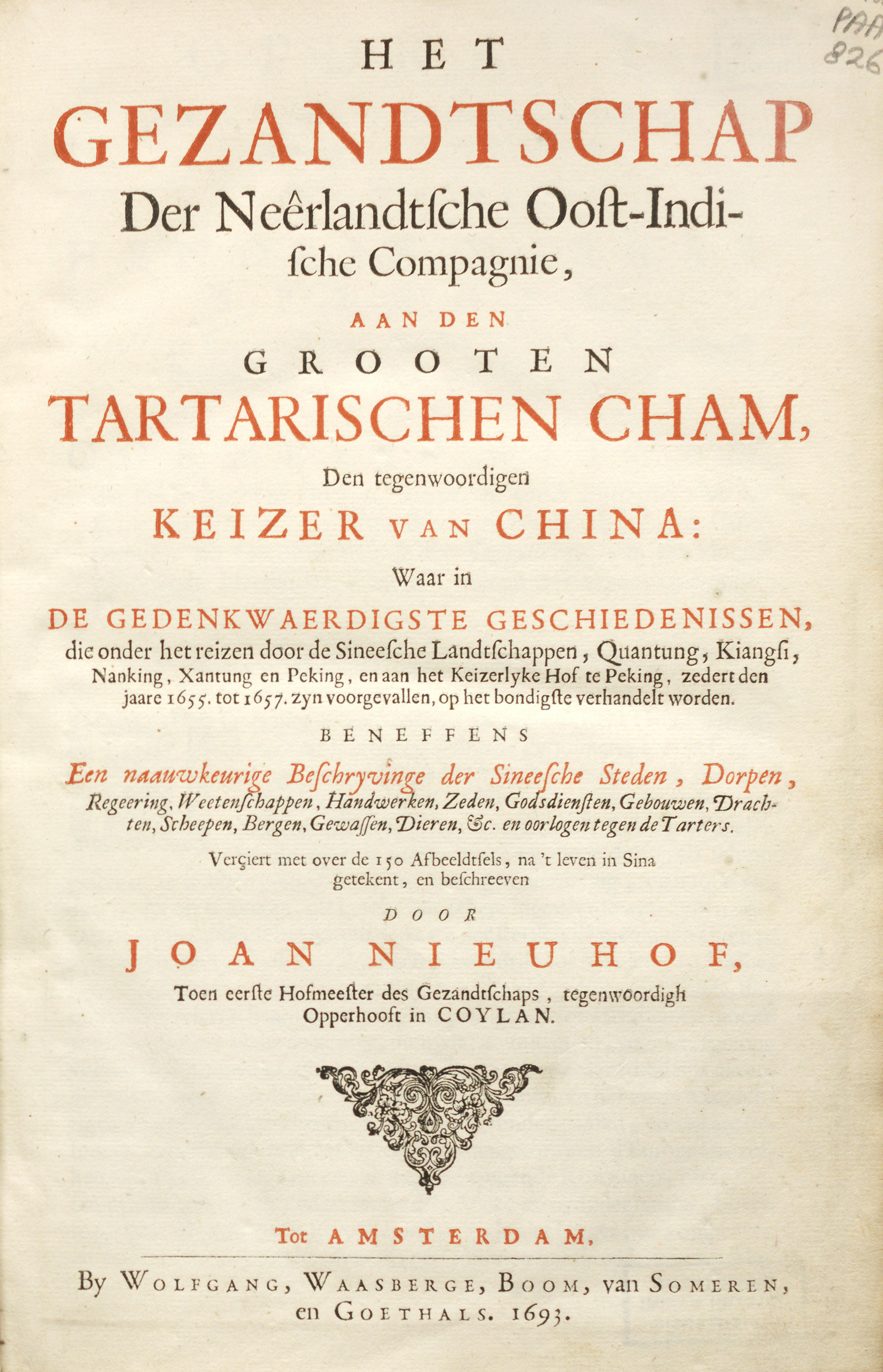
Titelpagina van het verslag van een reis naar China door Johan Nieuhof

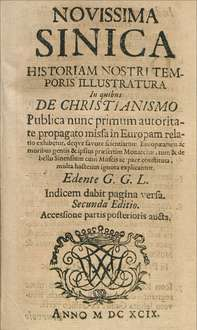
Titelpagina van Novissima Sinica van Gottfried Wilhelm Leibniz

Tot aan de ontbinding van hun orde in 1773 waren alle vertalingen in Europese talen van de Chinese klassieken door jezuïeten gemaakt. De eerste echt invloedrijke vertaling werd gemaakt door een groep onder leiding van Philippe Couplet en was de Confucius Sinarum Philosopfus, die in 1687 in Europa verscheen. Het bevatte een vertaling van drie van de Vier Boeken, de Grote Leer, de Doctrine van het Midden en een deel van de Gesprekken van Confucius. Deze en andere vertalingen werden vaak voorzien van uitgebreide inleidingen. In die inleidingen schetsten de jezuïeten een beeld van China gericht op de verdediging van hun missiestrategie van het accommoderen van Chinese riten. De klasse van de Chinese literaten werd beschreven als een elite met een hoge morele integriteit, die niet gebaseerd was op een religieus systeem maar op een veronderstelde seculier klassiek confucianistische opleiding. Daarnaast beklemtoonden de jezuïeten de welvaart en stabiliteit van het Chinese rijk. De geschriften veroorzaakten in vooral Frankrijk en Duitsland een groot aantal debatten.
Er waren overigens ook geschriften van anderen met een minder positief beeld over China. Dat waren reizigers, gezanten en kooplieden zoals de Nederlander Johan Nieuhof. Zij vermeldden het bedrog van Chinese kooplieden, massale corruptie en vooral een onbeschaafde en buitengewoon bijgelovige bevolking. Deze geschriften werden echter door de intellectuele elite in Duitsland en Frankrijk minder serieus genomen omdat die slechts door handelaren zouden zijn geschreven en gebaseerd op ervaringen van maar een korte periode.
De meeste hedendaagse historici zien geen blijvende Chinese invloed op de Europese filosofie en constateren dat de meeste Europese denkers en schrijvers de informatie uit China zorgvuldig selecteerden om daarmee vooral hun eigen reeds gevormde ideeën te ondersteunen.
Pierre Bayle besteedde veel aandacht aan China in zijn werken. Hij beschouwde de confucianistische doctrine als atheïstisch. Bayle wees op de verworvenheden van de Chinese samenleving en formuleerde op basis daarvan dat dit een bewijs was dat de afwezigheid van een religie niet hoefde te leiden tot een verval van of gebrek aan moreel besef.
Gottfried Wilhelm Leibniz was buitengewoon geïnteresseerd in China.Van al zijn tijdgenoten heeft Leibniz het meest over dit onderwerp geschreven. Zijn interesse was gewekt door een publicatie over het Boek der Veranderingen, De 64 hexagrammen van dit werk waren geordend in een mathematisch exacte sequentie, waarbij iedere lijn een lange of twee korte streken bevatte. Geïntrigeerd door wat hij zag als een overeenkomst met het binair getalstelsel begon hij een uitgebreide correspondentie met jezuïeten in China. Hij steunde hen in de ritenstrijd omtrent de vraag over het wel of niet kunnen accommoderen van Chinese riten in de uitoefening van het christelijk geloof daar. In 1699 verscheen zijn belangrijkste werk over dit onderwerp de  Novissima Sinica. Hij zag overeenkomsten tussen de Chinese filosofie en zijn eigen opvattingen en pleitte voor een verdere uitwisseling van kennis tussen Europese en Chinese filosofen, die zou leiden tot een beter begrip van de Schepping. Hij stelde voor om de Chinese natuurlijke religie in Europa te prediken. Leibniz beschouwde China als superieur in zowel de praktische filosofie als moreel onderricht
De filosoof Christian Wolff werd door de universiteit van Halle ontslagen na een toespraak waarin hij – sprekend over het confucianisme – stelde dat kennis en gezag op het gebied van de ethiek niet verkregen hoeft te worden door christelijke openbaring, maar kan worden bereikt door rede.
Veel schrijvers uit de periode van de Verlichting, zoals bijvoorbeeld Voltaire, Montesquieu en François Quesnay maakten gebruik van materiaal van de jezuïeten over China om hun eigen opvattingen te illustreren en te ondersteunen.
Voltaire zag het confucianisme als een filosofie die gebaseerd op de menselijke ratio met deïstische dimensies en zag in China de bevestiging van zijn eigen opvattingen over verlicht despotisme waarin een intellectuele elite machtsposities bekleedde. Quesnay, de dominante denker uit de school van het fysiocratisme, zag in China de ultieme bevestiging van zijn overtuiging, dat rijkdom van een natie haar oorsprong vindt in de waarde van de voor landbouw beschikbare grond.
Vanaf eind achttiende eeuw ging het beeld over China kantelen. De invloed van de jezuïeten was verdwenen. Hun orde werd in 1773 ontbonden. Veel Europese schrijvers hanteerden een meer teleologische opvatting over geschiedenis waarin goed gedrag ondergeschikt is aan wat voor de mensheid uiteindelijk wenselijk is. Anne Robert Jacques Turgot beschreef China als een cultuur zonder enige vooruitgang en Johann Gottfried von Herder als een land dat in een permanente vorm van stagnatie verkeerde. Ook meer economisch gerichte denkers als Adam Ferguson, Adam Smith, maar ook de Nederlander Cornelis de Pauw schreven vooral in negatieve termen over China.

### Opvattingen over de ouderdom van de aarde

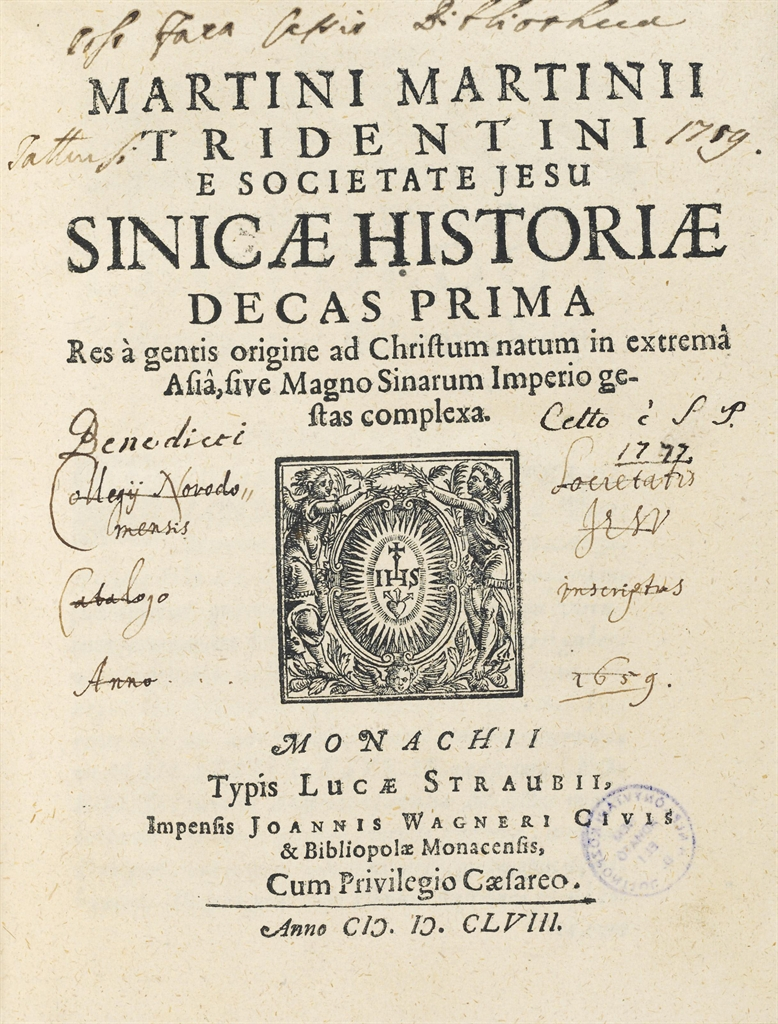
Titelpagina van Sinicae Historiae Martino Martini

Er waren in het midden van de zeventiende eeuw meerdere berekeningen over de ouderdom van de aarde, het tijdstip van de Schepping en de periode die volgde tot het verschijnen van Christus. De meeste berekeningen waren gebaseerd op de tekst van de Vulgaat. Het Concilie van Trente had formeel alleen die berekeningsmethodiek op basis van de Vulgaat gesanctioneerd. De meest geaccepteerde berekening was die van James Ussher, die de Schepping had gedateerd in 4000 v.Chr. en de zondvloed in 2348 v.Chr.
Door het in 1658 verschijnen in Europa van Sinicae Historiae, een werk van de jezuïet Martino Martini, werd een andere chronologische traditie bekend. Die traditie werd betrouwbaar geacht vanwege de veronderstelde ononderbroken overdracht en het feit dat die onafhankelijk van Europa was ontwikkeld. Die Chinese traditie met zijn achtereenvolgende lijsten van heersers vanaf het begin van het derde millennium v.Chr. riep grote vragen op ten aanzien van de in Europa gehanteerde chronologie. Dat gold dan in het bijzonder voor het idee van een universele zondvloed die immers ook geen Chinees zou kunnen hebben overleefd. De jezuïeten verkregen toestemming om hun berekeningen te baseren op de tekst van de Septuagint. Dat maakte het mogelijk om de zondvloed nu te dateren in 3717 v.Chr. en paste de Chinese chronologie weer in de Bijbelse opvattingen.
Er resteerde dan nog de vraag waar de oorsprong van Chinezen na de zondvloed lag. Enkele schrijvers beschouwden de Chinezen als nazaten van Sem of Cham. Ook de theorie van een Egyptische oorsprong van de Chinese cultuur had aanhang, onder meer bij Athanasius Kircher. Een aantal libertijnen ging verder en gebruikten de Chinese chronologie in hun Bijbelkritiek. Isaac La Peyrère vond er ondersteuning in voor zijn opvattingen over het bestaan van preadamieten, mensen lang voor Adam en de Nederlander Isaac Vossius concludeerde dat de zondvloed dan hoogstens een plaatselijk verschijnsel moest zijn geweest.